# Калугин, Сергей Александрович
Сергей Александрович Калугин (род. 9 апреля 1967, Москва) — российский музыкант, поэт, автор песен. Музыка Калугина сочетает в себе как классическую гитару, так и традиционные мотивы рок-музыки, при этом используются различные этнические направления, барокко, фламенко.
В настоящее время — вокалист, гитарист и автор большинства текстов группы «Оргия Праведников», но также активно выступает сольно.

## Биография

### Ранние годы (до 1995 года)
Сергей Калугин родился 9 апреля 1967 года в Москве. О своих родителях сам он рассказывал следующее: 
У моего отца было не то два, не то три класса образования, потом он стал лесником, потом моя мама-учёный привезла его в город, он протолкался там двадцать лет, стал специалистом по микротелевизорам, а после этого опять вернулся в свой заповедник, где и просидел до самой смерти.
В 1986 году Калугин окончил Музыкальное училище имени Октябрьской Революции по классу классической гитары. Песни и стихи начал писать в середине 1980-х годов, впервые выступил на публике на квартирном концерте зимой 1986 года по протекции Юрия Наумова. Песни, написанные им в тот период, во многом были следованием советской бардовской традиции; Юрий Наумов сравнил их с творчеством Александра Башлачёва. Некоторые из этих песен были изданы на записанном самим Калугиным магнитоальбоме Путь в 1989 году, однако широкой известности ему не принесли.
В 1987 году Сергей попытался создать свою первую хэви-метал-группу: «День Гнева», распавшуюся через год, не дав ни одного концерта и не оставив ни одной записи. Фактически — так и не научившись играть. Единственная песня из репертуара «Дня Гнева», вошедшая впоследствии в репертуар Сергея Калугина и «Оргии Праведников», — рок-баллада «Покой и свобода», в 2001 году изданная в альбоме «Оглашенные, изыдите!».
Постоянно выступать Калугин начал в 1993 году, с программой, впоследствии частично изданной на альбоме Nigredo. Тогда Калугин начал широко использовать в своих песнях элементы фолк-рока, музыки барокко и фламенко, в текстах встречались аллюзии на творчество Толкина, христианскую мистику и многое другое — фактически, в то время Сергей Калугин открыл стиль дарк-фолк в России (как он скажет много позднее, «открыл и закрыл»).

### «Дикая Охота» (1995—1998)
В 1995 году Калугин вновь попытался осуществить свою мечту — создать рок-группу. «Дикая Охота», название которой было взято из германской мифологии, имела следующий состав:
- Сергей Калугин — акустическая и, изредка электрогитара.
- Ярослав Фёдоров — бас-гитара.
- Анастасия Гронская — синтезатор.
- Юрий Коняев — ударные (он присоединился к группе много позднее, первое время ударные пытались программировать на синтезаторе).

О дебютном выступлении в официальной истории группы «Оргия Праведников» сказано следующее: 
Вопрос о том, можно ли считать дебютом группы то, что произошло на сцене, и, главное, можно ли считать группой то, что там дебютировало — остаётся открытым (...) Несколько лет спустя, прослушав запись этого мероприятия, Калугин поклялся никогда больше не выходить на сцену пьяным, и слово своё сдержал. Поразительно, но несмотря на всю гнусность происшедшего, многим услышанное понравилось, а хаотическое но шустрое перебирание пьяными придурками струн и клавиш кому-то показалось виртуозным.
«Дикая Охота» все три года своего существования держалась только на энтузиазме самого Калугина и естественным образом закончила своё существование к 1998 году, не оставив после себя ни одной официальной записи. Впрочем, всё это время Калугин продолжал выступать сольно с программой альбома Nigredo и новыми песнями, собирая залы до 700 человек.

### «Оргия праведников» (с 1999 года)
Состав группы «Оргия праведников» в настоящее время:
- Сергей Калугин — тексты песен, вокал, акустическая гитара;
- Алексей Бурков — электрогитара, акустическая гитара, мандолина, бэк-вокал
- Артемий Бондаренко — бас-гитара, бэк-вокал, гроулинг
- Александр Ветхов — барабаны, перкуссия

### Религиозные и политические взгляды
По своему мировоззрению Сергей Калугин — православный христианин, придерживается монархических взглядов.

## Дискография
В составе группы «Оргия Праведников»:
- 2000 — «Оргия Праведников» (макси-сингл)
- 2001 — «Оглашенные, изыдите!»
- 2003 — «Последний воин мёртвой земли» (сингл)
- 2004 — «Кораблик» (концертный альбом)
- 2005 — «Двери! Двери!»
- 2007 — «Уходящее солнце»
- 2010 — «Для тех, кто видит сны. Vol.1»
- 2012 — «Шитрок» (макси-сингл)
- 2014 — «Вперёд и вверх» (концертный альбом)
- 2016 — «Для тех, кто видит сны. Vol.2»
- 2018 — «Пламя изнутри»
- 2018 — «#джастстудио» (концертный альбом)
- 2020 — «Время будить королей»

Сольно:
- 1989 — «Путь» (магнитоальбом)
- 1989 — «Moscou» (магнитоальбом)
- 1994 — «Nigredo»
- 1998 — «Несло» (запись творческого вечера, где Сергей Калугин отвечает на вопросы собравшихся и читает стихи)
- 2006 — «Rosarium» (совместно с гитаристом группы «Оргия Праведников» Алексеем Бурковым)